# Бразильєнсе
«Бразильєнсе» (порт. Brasiliense) — бразильський футбольний клуб, який базується в адміністративному регіоні Тагуатінга федерального округу Бразилії. Заснований 1 серпня 2000 року.